# Primera División 1961-1962 (Spagna)
La Primera División 1961-1962 è stata la 31ª edizione della massima serie del campionato spagnolo di calcio, disputata tra il 2 settembre 1960 e il 1º aprile 1961 e concluso con la vittoria del Real Madrid, al suo ottavo titolo, il secondo consecutivo.
Capocannoniere del torneo è stato Juan Seminario (Real Saragozza) con 25 reti.

## Classifica finale
|       | Pos. | Squadra          | Pt | G  | V  | N  | P  | GF | GS | DR  |
| ----- | ---- | ---------------- | -- | -- | -- | -- | -- | -- | -- | --- |
|       | 1.   | Real Madrid      | 43 | 30 | 19 | 5  | 6  | 58 | 24 | +34 |
|       | 2.   | Barcellona       | 40 | 30 | 18 | 4  | 8  | 81 | 46 | +35 |
| [ 2 ] | 3.   | Atlético Madrid  | 36 | 30 | 15 | 6  | 9  | 50 | 36 | +14 |
|       | 4.   | Real Saragozza   | 35 | 30 | 15 | 5  | 10 | 70 | 51 | +19 |
|       | 5.   | Athletic Bilbao  | 32 | 30 | 12 | 8  | 10 | 52 | 38 | +14 |
| [ 3 ] | 6.   | Siviglia         | 31 | 30 | 12 | 7  | 11 | 48 | 45 | +3  |
|       | 7.   | Valencia         | 31 | 30 | 12 | 7  | 11 | 50 | 50 | 0   |
|       | 8.   | Elche            | 29 | 30 | 10 | 9  | 11 | 52 | 55 | 0   |
|       | 9.   | Real Betis       | 28 | 30 | 10 | 8  | 12 | 39 | 51 | -12 |
|       | 10.  | Real Oviedo      | 27 | 30 | 10 | 7  | 13 | 27 | 47 | -20 |
|       | 11.  | Maiorca          | 27 | 30 | 11 | 5  | 14 | 30 | 47 | -17 |
|       | 12.  | Osasuna          | 27 | 30 | 10 | 7  | 13 | 54 | 59 | -5  |
|       | 13.  | Español          | 26 | 30 | 8  | 10 | 12 | 45 | 55 | -10 |
|       | 14.  | Racing Santander | 26 | 30 | 11 | 4  | 15 | 35 | 54 | -19 |
|       | 15.  | Real Sociedad    | 23 | 30 | 9  | 5  | 16 | 37 | 49 | -12 |
|       | 16.  | Tenerife         | 19 | 30 | 6  | 7  | 17 | 33 | 57 | -24 |

Legenda:
      Campione di Spagna e qualificato in Coppa dei Campioni 1962-1963
      Qualificato in Coppa delle Coppe 1962-1963
      Invitate alla Coppa delle Fiere 1962-1963
  Partecipa agli spareggi interdivisionali.
      Retrocesse in Segunda División 1962-1963
Regolamento:
Due punti a vittoria, uno a pareggio, zero a sconfitta.
In caso di arrivo di due o più squadre a pari punti, la graduatoria verrà stilata secondo la classifica avulsa tra le squadre interessate che prevede, in ordine, i seguenti criteri:
- Punti negli scontri diretti.
- Differenza reti negli scontri diretti.
- Differenza reti generale.
- Reti realizzate in generale.

## Spareggi

### Spareggi interdivisionali
Agli spareggi interdivisionali si scontravano la 13ª e 14ª classificata in Primera División con le seconde classificate dei due gironi di Segunda División. Le squadre vincenti dei due incontri avevano diritto a partecipare alla stagione successiva di Primera División.
|                  | Risultati |                  | Luogo e data               |
| ---------------- | --------- | ---------------- | -------------------------- |
| Español          | 1-0       | Real Valladolid  | Barcellona, 29 aprile 1962 |
| Real Valladolid  | 2-0       | Español          | Valladolid, 6 maggio 1962  |
|                  |           |                  |                            |
| Malaga           | 3-0       | Racing Santander | Malaga, 22 aprile 1962     |
| Racing Santander | 1-0       | Malaga           | Santander, 29 aprile 1962  |
|                  |           |                  |                            |

## Statistiche

### Squadre

#### Capoliste solitarie
|    | —— | —— | ——          | —— | —— | —— | —— | —— | ——  | ——  | ——  | ——  | ——  | ——  | ——  | ——  | ——  | ——  | ——  | ——  | ——  | ——  | ——  | ——  | ——  | ——  | ——  | ——  | ——  | —— |  |
|    |    |    | Real Madrid |    |    |    |    |    |     |     |     |     |     |     |     |     |     |     |     |     |     |     |     |     |     |     |     |     |     |    |  |
|    |    |    |             |    |    |    |    |    |     |     |     |     |     |     |     |     |     |     |     |     |     |     |     |     |     |     |     |     |     |    |  |
|    |    |    |             |    |    |    |    |    |     |     |     |     |     |     |     |     |     |     |     |     |     |     |     |     |     |     |     |     |     |    |  |
| 1ª | 2ª | 3ª | 4ª          | 5ª | 6ª | 7ª | 8ª | 9ª | 10ª | 11ª | 12ª | 13ª | 14ª | 15ª | 16ª | 17ª | 18ª | 19ª | 20ª | 21ª | 22ª | 23ª | 24ª | 25ª | 26ª | 27ª | 28ª | 29ª | 30ª |    |  |